# Himertosoma schoutedeni
Himertosoma schoutedeni là một loài tò vò trong họ Ichneumonidae.